# Manettia caliana
Manettia caliana é uma espécie de dicotiledónea pertencente à família Rubiaceae, descrita em 1964.